# حبيل مقيفع (حالمين)

تعديل مصدري - تعديل

حبيل مقيفع هي إحدى قرى عزلة حبيل الريدة بمديرية حالمين التابعة لمحافظة لحج، بلغ تعداد سكانها 186 نسمة حسب تعداد اليمن لعام 2004.